# Atanas Komshev
Atanas Slavchev Komshev –en búlgaro, Атанас Славчев Комшев– (Devetintsi, 23 de octubre de 1959) es un deportista búlgaro que compitió en lucha grecorromana.
Participó en dos Juegos Olímpicos de Verano, obteniendo la medalla de oro en Seúl 1988, en la categoría de 90 kg. Ganó cinco medallas en el Campeonato Mundial de Lucha entre los años 1982 y 1987, y cinco medallas en el Campeonato Europeo de Lucha entre los años 1982 y 1987.

## Palmarés internacional
| Juegos Olímpicos   | Juegos Olímpicos           | Juegos Olímpicos  | Juegos Olímpicos |
| Año                | Lugar                      | Medalla           | Categoría        |
| ------------------ | -------------------------- | ----------------- | ---------------- |
| 1988               | Seúl (Corea del Sur)       | Medalla de oro    | 90 kg            |
| Campeonato Mundial |                            |                   |                  |
| Año                | Lugar                      | Medalla           | Categoría        |
| 1982               | Edmonton (Canadá)          | Medalla de plata  | 90 kg            |
| 1983               | Kiev (URSS)                | Medalla de plata  | 90 kg            |
| 1985               | Kolbotn (Noruega)          | Medalla de bronce | 90 kg            |
| 1986               | Budapest (Hungría)         | Medalla de plata  | 90 kg            |
| 1987               | Clermont-Ferrand (Francia) | Medalla de bronce | 90 kg            |
| Campeonato Europeo |                            |                   |                  |
| Año                | Lugar                      | Medalla           | Categoría        |
| 1982               | Varna (Bulgaria)           | Medalla de bronce | 90 kg            |
| 1983               | Budapest (Hungría)         | Medalla de plata  | 90 kg            |
| 1984               | Jönköping (Suecia)         | Medalla de oro    | 90 kg            |
| 1986               | El Pireo (Grecia)          | Medalla de oro    | 90 kg            |
| 1987               | Tampere (Finlandia)        | Medalla de plata  | 90 kg            |